# (114) Cassandre
Pour les articles homonymes, voir Cassandre (homonymie).
(114) Cassandre (désignation internationale (114) Kassandra) est un astéroïde de la ceinture principale découvert par Christian Peters le 23 juillet 1871.
Cet astéroïde est un des rares représentants de la classe spectrale T (voir pour plus de détails Classification spectrale des astéroïdes).

## Compléments